# Bjäre kontrakt
Bjäre kontrakt var ett kontrakt i Lunds stift inom Svenska kyrkan. Ingående församlingar ligger i Båstads kommun och Ängelholms kommun. Kontraktet utökades 2020 med en del pastorat och församlingar från Luggude kontrakt och namnändrades samtidigt till Bjäre-Kulla kontrakt.
Kontraktskoden var 0714. 

## Administrativ historik
Kontraktet omnämns på 1500-talet men hade till 1760 gemensam kontraktsprost med Norra Åsbo kontrakt. Kontraktet omfattar från början av 1800-talet 
- Västra Karups församling som 2010 uppgick i Västra Karup-Hovs församling
- Torekovs församling
- Hovs församling som 2010 uppgick i Västra Karup-Hovs församling
- Förslövs församling som 2002 uppgick i Förslöv-Grevie församling
- Grevie församling som 2002 uppgick i Förslöv-Grevie församling
- Barkåkra församling
- Hjärnarps församling som 2002 uppgick i Hjärnarp-Tåstarps församling
- Tåstarps församling som 2002 uppgick i Hjärnarp-Tåstarps församling
- Båstads församling som 2010 uppgick i Båstad-Östra Karups församling
- Rebbelberga församling som 2010 uppgick i Ängelholms församling

1962 tillfördes från Norra Åsbo kontrakt
- Tåssjö församling som 2006 uppgick i Munka Ljungby församling
- Munka-Ljungby församling som 2006 uppgick i Munka Ljungby församling
- Ängelholms församling

1962 tillfördes från Södra Åsbo kontrakt
- Höja församling som 2010 uppgick i Ängelholms församling

1972 tillfördes från Laholms kontrakt och Göteborgs stift
- Östra Karups församling som 2010 uppgick i Båstad-Östra Karups församling

1974 tillfördes från Åsbo kontrakt
- Össjö församling som 2006 uppgick i Munka Ljungby församling

vid en tidpunkt efter 1998 och senast 2003 tillfördes från Åsbo kontrakt
- Strövelstorps församling som vid en tidpunkt efter 1998 och senast 2003 överfördes till Bjäre kontrakt